# Королевский дворец (Тонга)
Королевский дворец королевства Тонга (англ. Royal Palace, Tonga) находится в столице государства — Нукуалофе. В настоящее время — единственная официальная резиденция главы государства, построенная из дерева. Расположен в северо-западной части города, на берегу бухты.

## История дворца
Дворец начали строить из дерева каури в 1864 году в окрестностях Окленда (тогда британской колонии — Новая Зеландия), был разобран, перевезён и снова собран на острове Тонгатапу в 1867 году. Дворец был построен для вождя острова Tupou Maeakafaua Ngininginiofolanga, который в 1875 году был коронован под именем Джордж Тупоу I. Целью постройки было желание молодого монарха обозначить своё верховенство перед другими вождями и закрепить за Нукалофа статус новой столицы.
За свою почти 150-летнюю историю дворец не раз проходил ремонт, но кардинально до последнего времени не перестраивался. Начиная с конца 19 века перед дворцом проходят смотры, сначала королевской гвардии, позднее вооруженных сил Королевства. В нём же проходили заседания королевского тайного совета.
Дворец посетила молодая королева Великобритании Елизавета II в 1953 году, тогда же изображение здания стало известно во всем мире.
Начиная с 90-х годов на территории прилегающей к дворцу начали происходить преобразования. Вместо старого низкого (немногим больше одного метра) забора, появился 3-х метровый забор из металлической сетки, во избежание несанкционированного прохода к дворцу (ранее жители островов считали такое действие табу). После попыток сломать забор, в 2000 году, сетку заменили на железную решетку. В сентябре 2006 года после смерти отца правящего монарха, на лужайке позади дворца была установлена бронзовая статуя короля Тауфаахау Тупоу IV.
За всю историю в здании проживали все 3 короля и одна королева островов. Бывший монарх Джордж Тупоу V, проживал в другом здании (имеющее название Vila). Король Тупоу VI как и его брат не проживает в этом дворце. Место нахождения короля — здание бывшего верховного комиссариата Великобритании.

## Реконструкция
Дворец до XXI века не перестраивался. Экспертиза 2007 года выявила, что башня и её навершие серьёзно сгнило, кроме того сама башня начала крениться в сторону парадного входа. Было решено полностью разобрать башню, а затем, после ремонта, установить снова. Вслед за этим было решено провести капитальный ремонт здания с увеличением западного и восточного крыла, к которым пристроили ещё по одной секции. Работы велись фирмой Seaboard Joinery Ltd (Новая Зеландия). К середине 2011 года внутри дворца ещё шли работы. После перестройки и ремонта площадь здания увеличилась более чем в два раза.

## Описание
Дворец представляет собой двухэтажное здание в раннем колониальном стиле с ярко выраженной трехэтажной башней и двумя меньшими декоративными по краям пристроенных секций.
Размеры после реконструкции — максимальная длина фасада 75 м, максимальная ширина по пристроенным крыльям 40 м. Общая площадь около 3000 квадратных метров. Ранее дворец имел размеры всего 26 на 15 метров.
В башне располагается рабочий кабинет короля, в основной, старой, части тронный зал и помещение для аудиенций. В левом пристроенном крыле — апартаменты королевской семьи и часть служебных помещений. Правое крыло с 2011 года занимает национальный архив. Кроме того, во дворце есть зал совещаний, где в том числе проходят заседания совета короны.

## Галерея

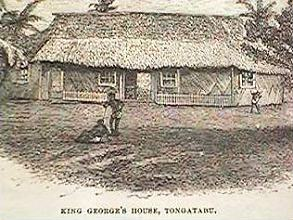
Дворец первого короля Тонга
Схема королевского дворца
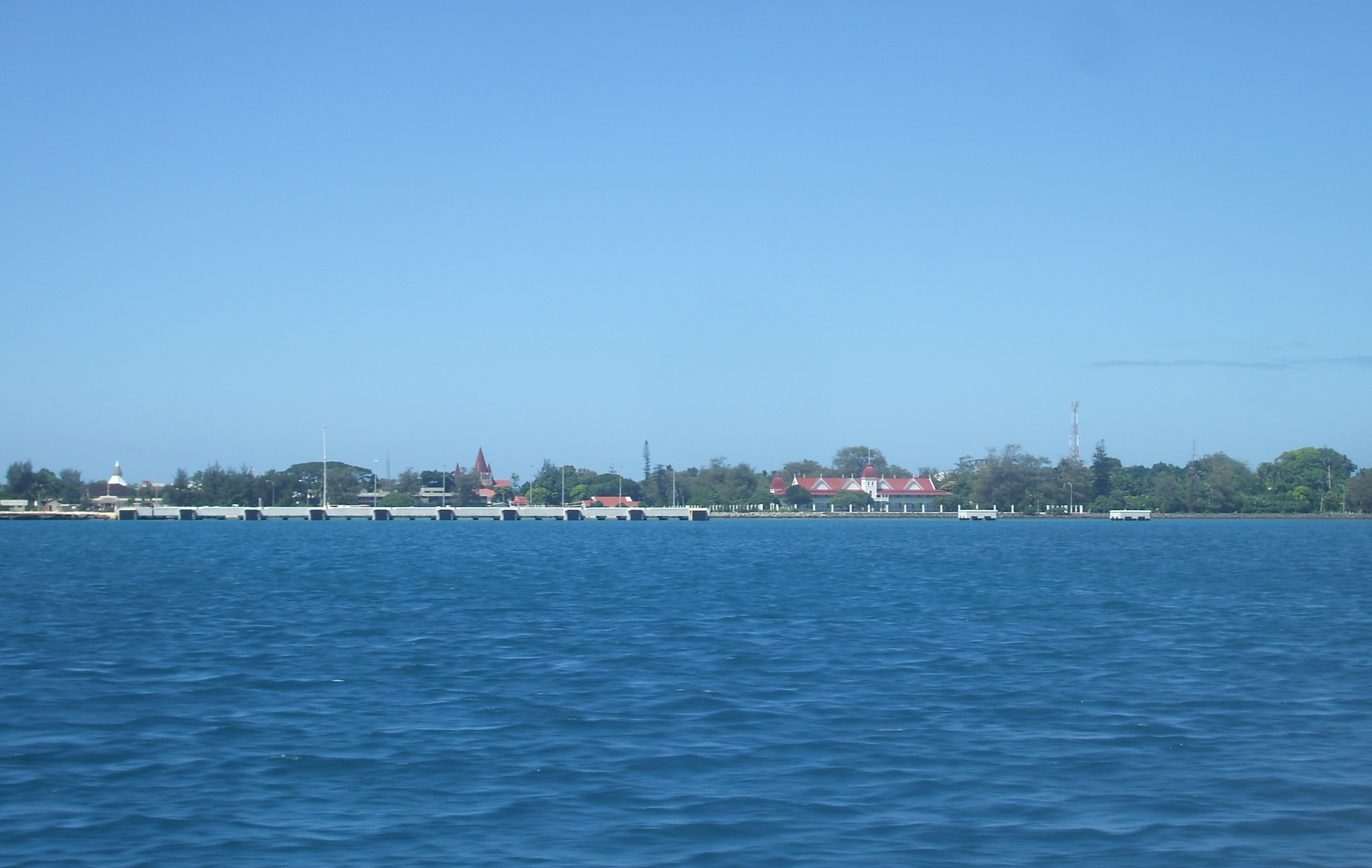
Вид на дворец со стороны бухты
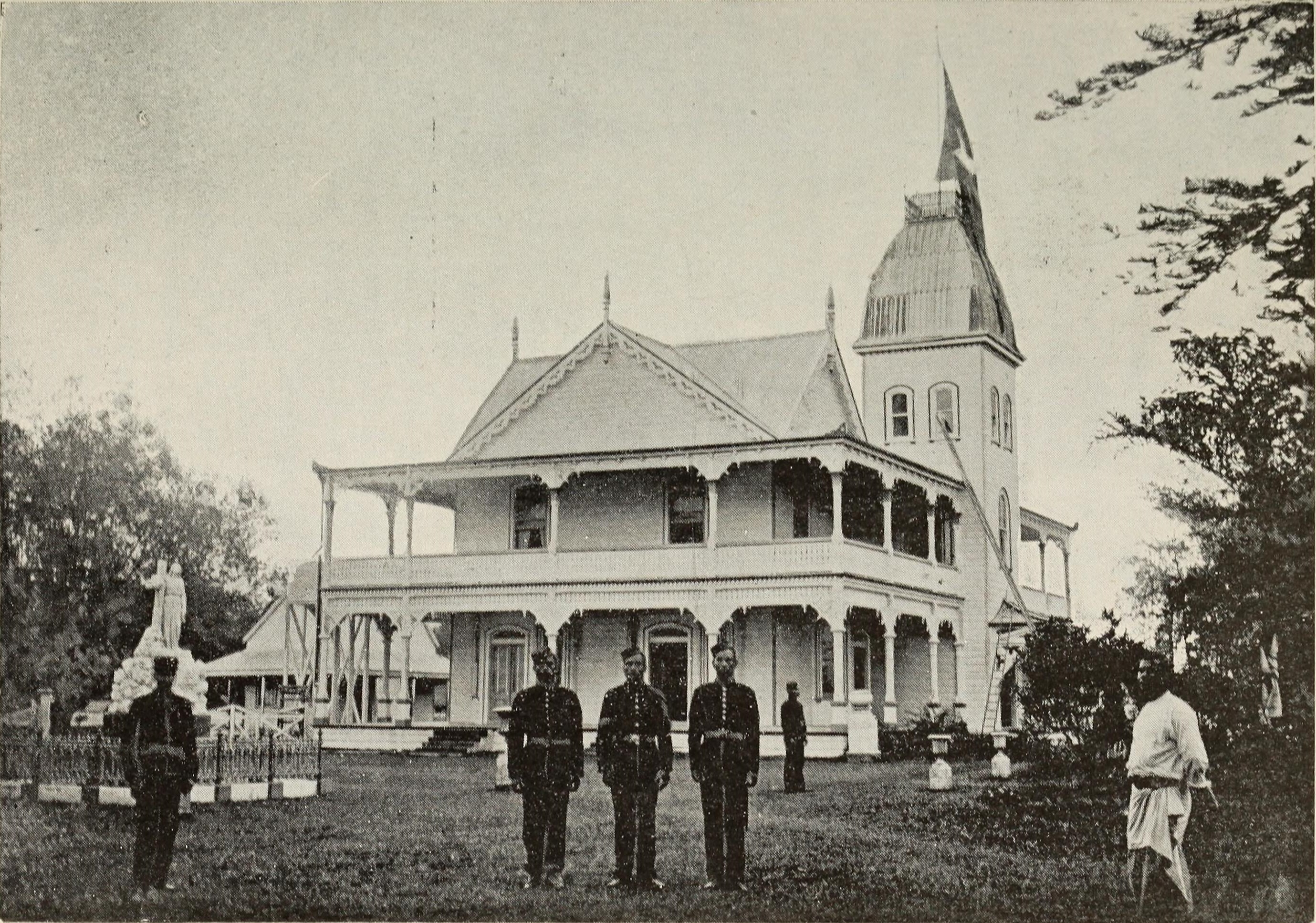
Дворец в 1900 году
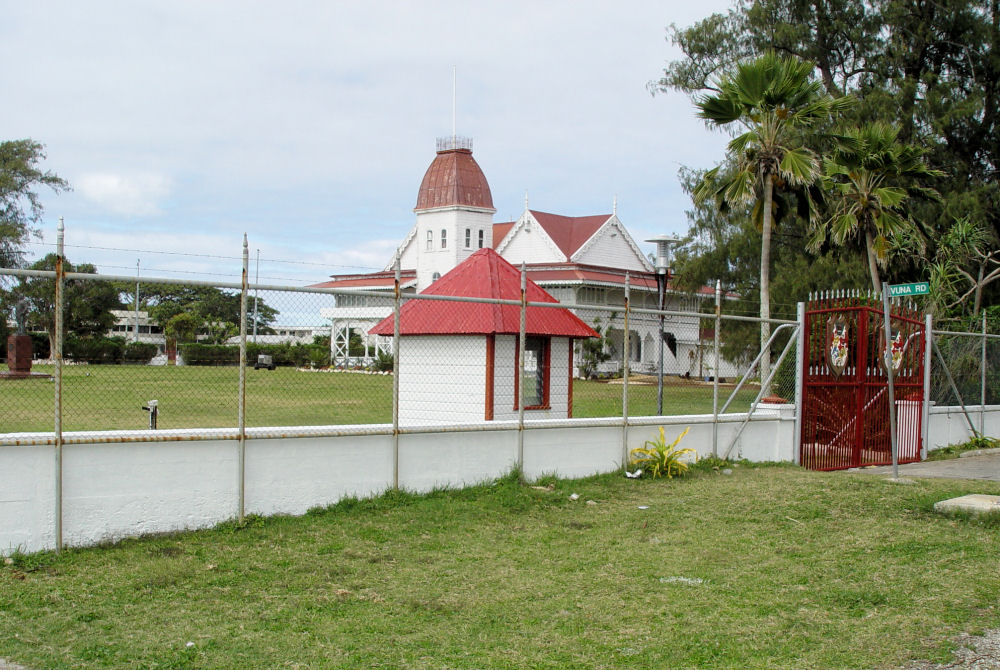
Дворец до перестройки
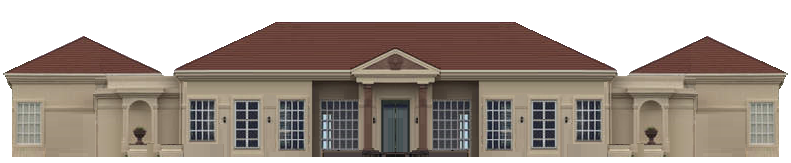
Бывшая резиденция верховного комиссара Великобритании — место проживания короля.